# 夜叉国
《夜叉国》是蒲松龄的短篇小说，包含于《聊斋志异》卷三。故事記載廣東有位徐姓商人出海到了異地，被母夜叉劫了成親一起生活，生了小孩，後來一家人陸續回到交州的經歷。此外，在较早的唐代史书《通典》中，也详细记载有关夜叉国的古代国家。

## 延伸阅读
- 在维基文库阅读本作品原文

## 参看
中国妖怪列表